# Günther Ramin
Günther Ramin (Karlsruhe, Baden-Württemberg, Alemanya, 15 d'octubre, 1898 - Leipzig, Saxònia, Alemanya, 27 de febrer, 1956), fou un director d'orquestra, organista i compositor alemany.

Günther Ramin deia: 
| « | "En Johann Sebastian Bach veig la personificació final de tot el que dona sentit, propòsit, vigor i alegria a la vida humana. És per a mi el símbol suprem de l'energia vital i incessant." | » |

L'observació podria ser una màxima que inclogués l'obra de la vida del músic universal Günther Ramin, que va dedicar tota la seva vida a Leipzig i a Thomaskirche, on JS Bach va passar tant de la seva pròpia vida.
El fill d'una parròquia, el distingit organista, director d'orquestra, compositor i pedagog alemany Günther (Werner Hans) Ramin va ser acceptat als dotze anys com a alumne i corista del llavors Thomaskantor, Gustav Schreck. Tot i que mai no se sentia a gust amb l'enfocament clàssic de la gramàtica, va compondre cançons i peces per a piano i per a orgue, que van ser increïblement apreciades per la majoria dels seus professors. Karl Straube, llavors organista i professor d'orgue de Thomaskirche, va arreglar que Ramin deixés l'escola a la Setmana Santa de 1914, a l'edat de quinze anys i mig, perquè pogués aplicar-se únicament a l'estudi de la música d'església.
Molt aviat es va permetre a Ramin presentar-se al seu mestre d'orgue en un servei normal i en actuacions de motets. A més, quan Karl Straube va estar absent per períodes molt llargs i posa la formació dels cors de la Thomaskirche i de la Societat de Bach a les mans de Ramin. Ramin va ser reclutat per la milícia a la tardor de 1916. Malgrat aquest obstacle, va completar els seus exàmens finals al conservatori amb distinció el gener de 1917. A la tardor següent el va trobar com a camp de pràctiques a França. Allà va aconseguir ràpidament tocar l'orgue a l'església a Guise per a serveis de regiment, i fins i tot va ser encarregat pel comandant general per organitzar allí un concert de l'església. Posteriorment, va participar en produccions teatrals al front.
Karl Straube va escriure a Ramin, vint anys, al front el 30 de maig de 1918 per informar-li que havia estat escollit com a organista a la Thomaskirche, sense haver-lo sol·licitat ni fet una prova per al lloc. Tenia vint-i-dos anys de vigència fins a l'esclat de la Segona Guerra Mundial. Durant aquest temps va realitzar nombroses gires, interpretant l'orgue a tot Europa, a Rússia (1932) i a Amèrica del Nord (1933).
El 1923, Günther Ramin va assumir la direcció del "Lehregesangverein" (societat del coral de professors) a Leipzig, que incloïa donar actuacions de concerts amb obres grans. L'experiència aviat va despertar en ell la passió per la direcció, i va ser un plaer en dirigir la realització de quatre concerts simfònics a Leipzig. Albert Hall el 1929/1930. A causa d'aquesta afició per treballar amb grans cors i orquestres, entre els anys 1933 i 1938 es va realitzar les passions de J. S. Bach (BWV 244 i BWV 245) i la Missa en Si menor (BWV 232), el Rèquiem de Verdi i diverses obres modernes amb el cor Gewandhaus. El 1935 va assumir la direcció del cor de la Filharmònica de Berlín i els concerts corals de Ramin juntament amb la Orquestra Filharmònica de Berlín li van donar molt de reconeixement.
Els llargs anys d'experiència de Günther Ramin en l'assaigs dels cors el van donar un bon lloc quan l'1 de gener de 1940 a Leipzig, l'Ajuntament el va nomenar Kantor a la Thomaskirche. Ara l'atenció de Ramin es va centrar en les cantates de J. S. Bach. Mentre que Karl Straube anteriorment ha realitzat gairebé tot el cicle de les cantates supervivents, Ramin va procedir de manera diferent - almenys en el seu primer any d'oficina. Aproximadament dues setmanes abans del calendari de l'església, interpretarà amb molta il·lusió les cantates adequades de les partitures de la "Main Bach Edition" (que encara utilitzaven les claus originals), i sempre estava encantat de tenir la seva dona i el seu fill allà com un públic i escoltar la seva opinió. Va escollir el millor de les cantates i els va ajudar en els primers temps a fer les peces orquestrals i a eliminar la majoria de les frases existents.
Les cantates que es van gravar són totes les transcripcions de ràdio. Ramin poques vegades era possible assajar les obres amb l'orquestra. Sempre que es va gravar una cantata al Gewandhaus, la seva actuació a la Thomaskirche al començament del servei del diumenge havia de servir com a assaig final. Aquest procediment no complia els estàndards perfeccionistes actuals, però tenia el gran avantatge de la espontaneïtat infecciosa.

El compositor Wilhelm Weismann va escriure el 1956 de Ramin: 
| « | "Va posseir innata una qualitat semblant a la eterna joventut, una qualitat que era captivadora i radiant i que una vegada i una altra va aconseguir proporcions impressionants a través de la seva vehemència i elà, alguna cosa completament poc acadèmic Amb la seva inclinació natural a les improvisacions!" | » |

Aquesta qualitat fa que les interpretacions de Ramin siguin exemplars fins i tot avui, ja sigui tocant l'orgue o el clavecí, o realitzant les cantates o les passions. Ramin va dirigir música a la Thomaskirche durant setze anys, sempre nedant contra la marea dels gustos contemporanis, lluitant contra els nazis per defensar la missió cristiana de la tradició musical de Thomaskirche i lluitar contra el SED (el partit de govern socialista de la postguerra).

El diccionari de grans personalitats "Die Grossen der Welt" fa aquest comentari: 
| « | "El reconeixement generalitzat a Ramin, el Thomaskantor i organista de fama mundial, deriva del fet que, malgrat haver rebut ofertes esplèndides alternatives després de la caiguda de la 1946, Ramin es va mantenir lleial a Leipzig i va invertir una gran quantitat d'esforços per restaurar el cor de la Thomaskirche a la seva antiga glòria". | » |

Malgrat les restriccions d'entrada als ciutadans d'Alemanya occidental, durant els últims deu anys de la vida de Ramin el cor de la Thomaskirche va aconseguir el seu millor cim, especialment durant la fira de Leipzig i durant els festivals de "Neue Bachgesellschaft" a Leipzig. Peter Schreier recorda la celebració del 200è centenari de Bach: 
| « | "El centenari de 1950 va veure la primera actuació a càrrec dels cors combinats de la Kreuzkirche i de la Thomaskirche - la B minor mass (BWV 232). L'esdeveniment es va impressionar de manera indeleble en la meva memòria ... Només un noi en aquella època, em vaig quedar immensament amb la forma en què Ramin ens va portar durant la representació, de vegades fins i tot copejant el peu. Tenia una aura tan poderosa, una presència tan convincent que no teníem més remei que complir els seus desitjos." | » |

Ramin va fer dues gires de concerts amb els seus coristes: a Rússia el 1953 i a Amèrica del Sud el 1955. Al febrer de 1956, en el punt culminant de la seva carrera, va patir una sobtada hemorràgia cerebral i va morir pocs dies després.

Albert Schweitzer va escriure: 
| « | "La seva mort significa una gran pèrdua per a la beca de JS Bach ... Li vaig admirar per la forma en què va persistir a promoure l'herència de Bach i la tradició coral de la Thomaskirche de Leipzig davant les enormes probabilitats i per als l'èxit dels esforços i el reconeixement universal que van assegurar." | » |